# Thomisus iswadus
Thomisus iswadus är en spindelart som beskrevs av Alberto Barrion och James A. Litsinger 1995. Thomisus iswadus ingår i släktet Thomisus och familjen krabbspindlar.
Artens utbredningsområde är Filippinerna. Inga underarter finns listade i Catalogue of Life.